# Kenneth Marende
Kenneth Otiato Marende (né le 7 janvier 1956) est un avocat et un homme politique kényan. D'origine luhya, il est fut président de l'Assemblée nationale de son pays entre 2008 et 2013.

## Biographie

### Études
C'est en 1969, qu'il termine sa scolarité primaire à l'Eburakami Primary School. En 1972, il reçoit son certificat d'études du secondaire (East African Certificate of Education) à la Kakamega High School et, en 1974, obtient, à la Kagumo High School, l’East African Advanced Certificate of Education qui, à l'époque, constituait le « sésame » pour entrer à l'université.
Entre 1974 et 1979, afin de payer ses études universitaires, il travaille comme commis puis comme employé à la Barclays Bank International de Nairobi et, à partir de 1975, il suit les cours de la faculté de droit à l'université de Nairobi et obtient, en 1978, son diplôme de Bachelor of Laws (LLB) puis, en 1979, celui de Doctor of Laws (LLD).

### Carrières

#### Carrière professionnelle
Entre septembre 1979 et 1984, il travaille à la Chambre des procureurs généraux du Conseil d'État puis, entre 1984 et 1988 comme avocat au cabinet d'avocats Advocate and Partner, Bryson Inamdar & Bowyer. En 1988, il fonde son propre cabinet, le Kenya Style Warender & Company Advocates.

#### Carrière politique
Membre du parti politique National Rainbow Coalition (NARC), il se présente à l'élection législative de 2002 et obtient le siège de parlementaire pour la circonscription électorale d'Emuhaya
À l'élection législative de 2007, alors qu'il a suivi Raila Odinga à l'Orange Democratic Movement (ODM), il reconduit son siège. Le 15 janvier 2008, il est alors élu, au troisième tour contre le président sortant Francis Ole Kaparo (en), comme président (Speaker) de la 10e législature de l'Assemblée nationale et cède son siège de parlementaire à Wilbur Ottichilo Khasilwa en juin 2008.
Toujours en 2008, il suit des stages de formation, à sa nouvelle fonction, au palais de Westminster, au Bundestag et au Parlement français. Il participe aussi au programme I-vote (International Visitors Observe The Elections) de l'élection présidentielle américaine.
Fervent défenseur de la séparation des pouvoirs, il s'oppose, en 2008, au président Mwai Kibaki qui tente de nommer des hauts fonctionnaires de l’État sans passer par l'approbation préalable du Parlement. En 2011, il rejette la première présentation du budget de l'État, par le ministre des Finances Uhuru Kenyatta, parce que contraire à la Constitution.
En mars 2013, il ne se présente pas comme candidat lors des élections législatives. Le 27 mars suivant, il perd, au deuxième tour, la présidente de la 11e législature de l'Assemblée nationale face à Justin Muturi.

### Vie privée
Kenneth Marende est marié et père de famille. Il pratique le golf, le jogging et est un supporter du club de football AFC Leopards.
Début 2011, il fonde la Kenneth Marende Green Foundation, une ONGE qui s'occupe de dé-pollution de l'eau et de reboisement.

## Citations
À propos de la diminution du viol conjugal :
« Kenyans can still have sex with their partners even when they are asleep so long as they are married »
— Kenneth Marende, 26 mai 2006
Ce qui peut être traduit par : « Les Kényans peuvent toujours avoir des rapports sexuels avec leurs partenaires même si ces derniers sont endormis aussi longtemps qu'ils soient mariés »
Sur son rôle en tant que président du Parlement :
« We must put Kenya first, the interests of Kenya and her people are paramount and I hope to contribute to those interests from my position of Speaker »
— Kenneth Marende, 23 février 2010
Ce qui peut être traduit par : « Nous devons mettre le Kenya en premier lieu, les intérêts du Kenya et de son peuple sont suprêmes et j'espère contribuer à ces intérêts de par ma position de président (du Parlement « NDLR ») »

## Honneurs
- 2008 : il reçoit des mains du président Mwai Kibaki, la Elder of Golden Heart pour services rendus à la Nation ;
- août 2009 : l'Africa Leader Ship lui remet la récompense du Speaker of the Year pour son rôle tenu dans la réconciliation entre belligérants après les violences postélectorales de 2007-2008 au Kenya ;
- décembre 2009 : il est élu, par la Commission internationale de juristes (CIJ), juriste de l'année[7] ;
- février 2011 : l'Universal Peace Federation (membre de l'Église de l'Unification) lui décerne la récompense de Peace Ambassadors Award ;
- mars 2011 : le barreau kényan (Law Society of Kenya[8]) lui remet sa plus haute distinction en inscrivant son nom à l’Advocates' Rolls of Honour[9].